# Lindab
Lindab AB este un concern multinațional din Suedia, înființat în anul 1959, care dezvoltă, produce, promovează și distribuie sisteme metalice. Viziunea fundamentală este de a contribui la simplificarea modului de a construi în fiecare etapă a construcției. Afacerea se dezvoltă în trei divizii: Profile, Ventilații și Buildings.
Divizia Profile furnizează industriei construcțiilor o gamă de componente și sisteme metalice complete pentru domeniul comercial și rezidențial.
Divizia Ventilații furnizează industriei de profil soluții de ventilație și climatizare, fie că este vorba doar de componente sau de întregul sistem.
Divizia Buildings este lider european în clădiri metalice industriale și comerciale, inclusiv clădiri multietajate.
Grupul Lindab este prezent în 31 de țări. Sediul central este localizat în sudul Suediei, în Grevie, lângă Båstad.
Număr de angajați în 2010: 4.400
Cifra de afaceri în 2010: 683 milioane Euro

## Istoric
În anul 1959, vânzătorul, antreprenorul și vizionarul Lage Lindh, împreună cu tinichigiul și industriașul Valter Persson au devenit parteneri în nou înființata AB Lidhults Plåtindustri. Numele Lindab avea să apară abia peste 10 ani. Lage și-a continuat călătoriile, crescând vânzările. În mare parte, Lidhults Plåtindustri a continuat să activeze în domeniul tinichigeriei, atât în sensul tradițional, cât și prin producția, la scară redusă, de jgheaburi și burlane. Lage a început să se întrebe dacă n-ar fi bine să investească în producția de masă a acestor produse. Valter avea unele îndoieli, dar credea totuși că Lidhults “ar putea ajunge să fie o companie de un million de coroane, dacă Lage își păstrează ambițiile”.

## Viziune și valori
Viziunea Lindab este de a fi “lider  în industria sistemelor de ventilație și a soluțiilor pentru construcții la nivel european”. Valorile brandului sunt “Succesul clienților”, “Realism”, “Ordine și bun gust”.

## Evoluția anuală
- 1959 - Vânzări nete de 0,4 MSEK • 18 angajați
- 1960 - Vânzări nete de 0,7 MSEK • 26 angajați
- 1965 - Vânzări nete de 6,5 MSEK • 73 angajați
- 1970 - Vânzări nete de 18,0 MSEK • 152 angajați
- 1975 - Vânzări nete de 99,8 MSEK • 294 angajați
- 1980 - Vânzări nete de 195,3 MSEK • 585 angajați
- 1985 - Vânzări nete de 502 MSEK • 751 angajați
- 1990 - Vânzări nete de 1.758 MSEK • 1.746 angajați
- 1995 - Vânzări nete de 2.556 MSEK • 2.009 angajați
- 2000 - Vânzări nete de 4.415 MSEK • 3.356 angajați
- 2005 - Vânzări nete de 6.214 MSEK • 4.135 angajați
- 2008 - Vânzări nete 9.840 MSEK • 5.291 angajați
- 2009 - Vânzări nete 7.019 MSEK • 4.586 angajați
- 2010 - Vânzări nete 6.527 MSEK • 4.400 angajați

## Lindab România
Lindab România este parte a concernului internațional Lindab Group.Compania este prezentă pe piața românească începând cu anul 1994, are în prezent aproximativ 150 de angajați și o rețea națională de 200 parteneri activi.
Cifra de afaceri:
- 2010: 22,1 milioane euro
- 2009: 23,3 milioane euro

### Istoric
- Decembrie 1994 – se înființează la Cluj Lindab SRL – companie cu capital integral suedez
- 1996 -  sediul companiei se mută la București

Decembrie 2001 -  compania investește într-un sediu propriu și o unitate de producție, în Stefăneștii de Jos – Ilfov
- 2002 - se lansează o linie de producție țigle metalice, o linie de producție tubulatura circulară de ventilație și o instalație de debitare a tablei plane
- 2003 - se introduc două linii de producție tablă cutată trapezoidală
- 2004 - se lansează o instalație de producție a elementelor de tinichigerie;
- 2005 – se lansează patru linii de producție a accesoriilor necesare întregirii sistemelor circulare de ventilație, o linie de producție a casetelor ornamentale de fațadă și o linie de asamblare a porților de garaj
- 2006 – se introduce o linie de producție a casetelor structurale de perete
- Martie 2007 - se lansează o linie de producție a grinzilor ușoare
- Iunie 2007 – se deschide la Cluj Lindab Ventilation Center, primul centru de vânzare și distribuție a sistemelor de ventilație
- Iulie 2007 - se lansează o linie de producție a țiglei metalice cu profil jos – Lindab Skane
- Iunie 2008 – începe producția de tubulaturi circulare de ventilații la Florești, Cluj
- 2009 – aniversarea a 15 ani de existență pe piața românească.
- 2010 – Se lansează primele centre Lindab Regional
- Decembrie 2010 – Lindab România primește titlul de Superbrand[5]

### Domenii de activitate
Profile, Ventilații și Buildings sunt cele trei domenii principale de activitate.
- Lindab Profile dezvoltă, produce și promovează soluții și sisteme eficiente din oțel pentru industria construcțiilor: țiglă metalică, acoperișuri fălțuite, sisteme de jgheaburi și burlane, porți de garaj, construcții ușoare, trape și luminatoare, elemente de siguranță pentru acoperiș, sisteme de placări, profile ușoare etc.
- Lindab Ventilații acoperă toată gama de sisteme de ventilație: tubulatură și accesorii, difuzoare, grile și anemostate, atenuatoare de zgomot, clapete de reglaj etc.
- Lindab Buildings este lider european în clădiri metalice industriale și comerciale, pentru recreere, inclusiv clădiri multietajate, și oferă servicii complete pentru proiecte la cheie în toată Europa.

### Investiții
Compania a investit până în prezent 10,4 milioane EUR în:
- Linii și instalații de producție (pentru țiglă metlică, tablă cutată trapezoidală, elemente de tinichigerie, accesorii pentru întregirea sistemelor circulare de ventilație, casete ornamentale de fațadă, asamblarea porților de garaj, casete structurale de perete, grinzi ușoare)
- Hale de producție și depozite
- Echipamente, scule și dispozitive

### Standarde de mediu
Produsele Lindab sunt ecologice, fiind 100% reciclabile și compatibile cu mediul înconjurător. Compania face în continuare eforturi susținute pentru a diminua cât mai mult posibil efectele negative care ar putea rezulta din consumul de resurse, materii prime, ambalaje și transport. Factorii de mediu care ar putea fi afectați de activități (aer, apă, sol) sunt strict controlați.
Lindab România a adoptat propria Politică de mediu, a implementat un sistem de management de mediu în conformitate cu standardul ISO 14001 și a obținut, în septembrie 2003, certificarea acestui sistem. Întregul proiect de implementare și certificare ISO 14001 a fost susținut, în proporție de 50%, cu fonduri guvernamentale, prin Programul de creștere a competitivității produselor industriale. Lindab SRL este singura firmă de profil din România care a obținut certificarea sistemului de management de mediu, din partea unor organisme naționale și internaționale.
În plus, datorită preocupării pentru angajați, în 2011 s-a implementat și certificat Sistemul de Management al Sănătății și Securității Ocupaționale OHSAS 18001:2007. Câteva beneficii ale acestei acțiuni: asigurarea securității și sănătății în muncă prin eliminarea și/sau reducerea cauzelor potențiale de accidentare și îmbolnăvire profesională; îmbunătățirea condițiilor de muncă ale salariaților; îmbunătățirea performanțelor individuale ale salariaților; creșterea conștientizării personalului cu privire la importanța siguranței la locul de muncă și a propriei sănătăți fizice și mentale.

### Lindab Life
Conceptul Lindab Life rezumă modul în care Lindab funcționează în activitatea de zi cu zi, în relația cu clienții, furnizorii și alți parteneri. Lindab Life definește și modul de comportament față de angajați și comunitățile unde compania este prezentă. De asemenea, acoperă problemele semnificative legate de mediu, atât din punctul de vedere al proceselor, cât și al produsului. Business, Mediu, Angajați și Societate sunt cele patru mari domenii cuprinse în Lindab Life.

### Responsabilitate socială
Lindab a sprijinit sinistrații din Dorohoi în urma gravelor inundații din iunie 2010, în cadrul proiectului “Și eu construiesc speranța!”, realizat în parteneriat cu Fundația Habitat for Humanity România. Lindab a donat sisteme complete de acoperiș pentru 8 case și a pus la dispoziție 30 de voluntari specialiști în montaj. Parteneriatul cu Habitat continuă cu alte proiecte.
Tot în 2010, Lindab a donat Fundației Motivation Romania materialele necesare unui acoperiș nou pentru o casă socială din Clinceni, unde locuiesc 8 copii cu dizabilități mentale. De asemenea, angajații companiei au organizat pentru copii un eveniment special, care a inclus ateliere de terapie ocupațională și jocuri.